# 北美領導人峰會
北美领导人峰会（英語：North American Leaders' Summit），簡稱NALS，又或被媒體稱為「三個老友的峰會」（Three Amigos Summit），是加拿大总理、墨西哥总统和美国总统的三方年度峰会。 此峰會最初是北美安全与繁荣伙伴关系的一部分，北美安全与繁荣伙伴关系由美墨加三國在2005年建立，2009年後不再活躍，轉為不定時舉辦。
最近一次的北美领导人峰会于2016年6月29日舉行，由加拿大总理賈斯汀·杜魯多主辦，會場在安大略省渥太華的加拿大國立美術館。當日杜魯多接待了美国总统奥巴马和墨西哥总统恩里克·培尼亚·涅托。三位领导人讨论LGBT權利的共同承诺（尤其同性戀夜店枪击案事件發生過後），可再生能源發展和自由貿易。各国领导人还宣布建立北美气候、清洁能源和环境伙伴关系以及公佈相关计划 。2016年的峰会是三位领导人第一次也是最后一次会面，杜魯多在2015年11月大选中當選、奧巴馬任期在2017年1月結束、涅托任期亦在2018年11月結束。杜魯多形容是次会面為「友好的，正如你期待朋友般，但也有点辛酸。」

## 會面

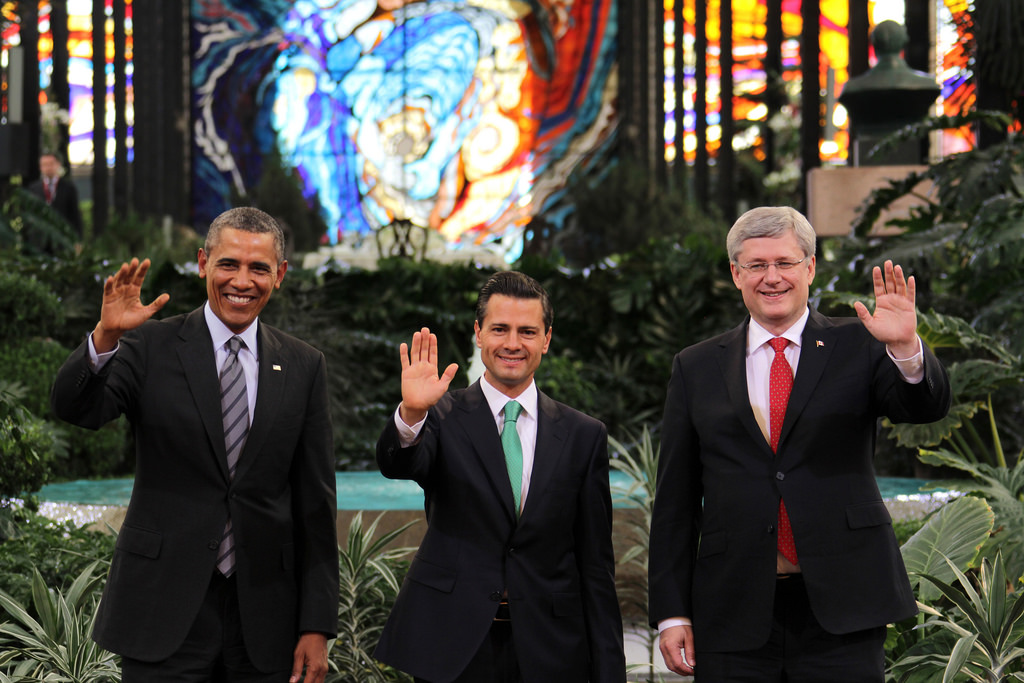
從左至右：美國總統贝拉克·奥巴马、墨西哥總統恩里克·培尼亚·涅托、加拿大總理史蒂芬·哈珀出席2014年2月19日在墨西哥托卢卡舉行的北美領導人峰會

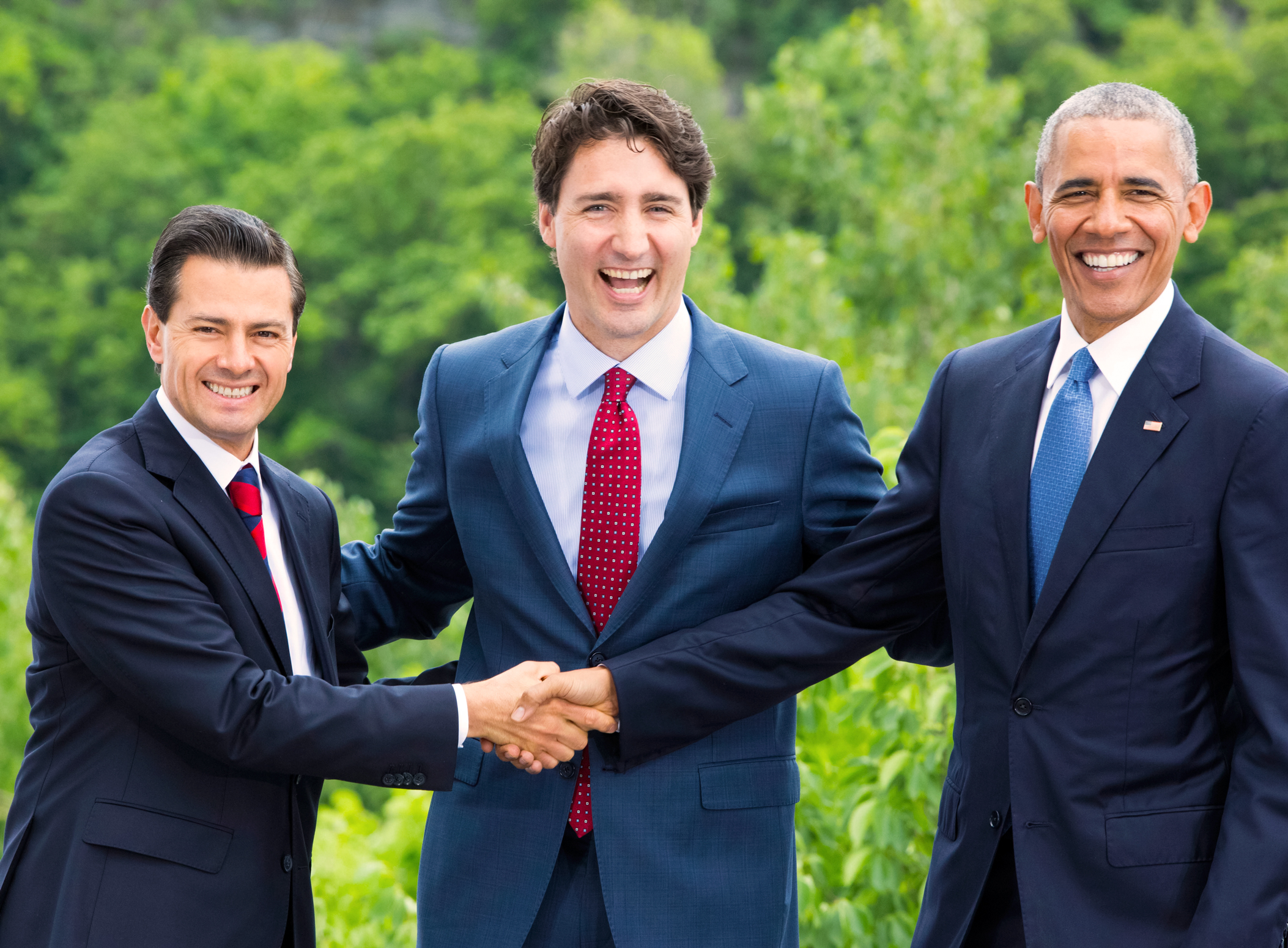
從左至右：墨西哥總統恩里克·培尼亚·涅托、加拿大總理賈斯汀·杜魯多、美國總統贝拉克·奥巴马出席2016年6月29日在加拿大渥太華舉行的北美領導人峰會

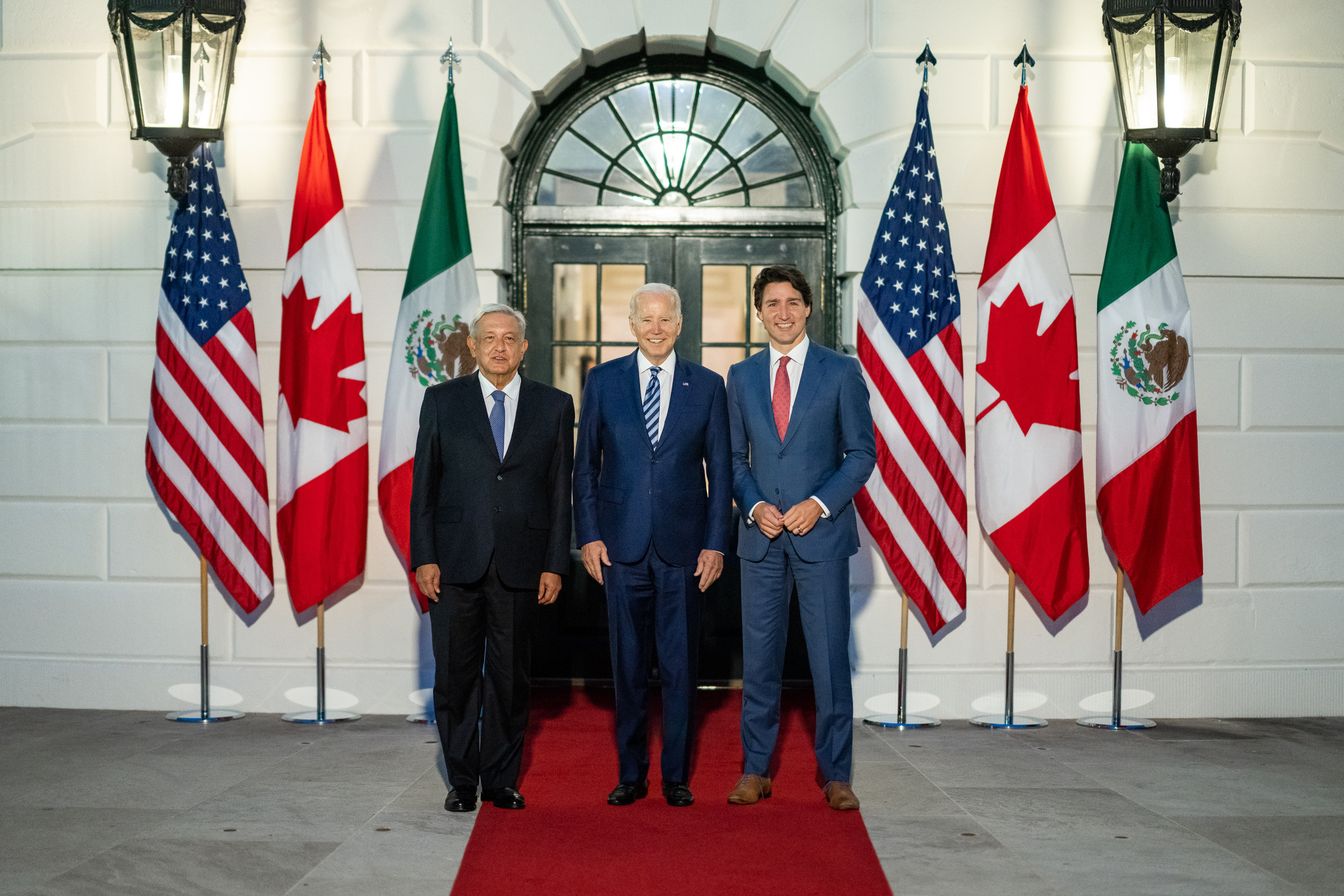
從左至右：墨西哥總統洛佩斯·奥夫拉多尔、美國總統乔·拜登、加拿大總理賈斯汀·杜魯多出席2021年11月18日在美国白宮舉行的北美領導人峰會

2009年之前的峰會都被視為是北美安全与繁荣伙伴关系的一部分。峰會沒有固定舉辦日期，部分年份因不同原因而沒有舉行峰會。
| 年份 | 舉辦國       | 舉辦日       | 舉辦城市     | 主辦國領袖                          |              |
| ---- | ------------ | ------------ | ------------ | ----------------------------------- | ------------ |
| 2005 | 美国         | 3月23日      | 韋科         | 乔治·沃克·布什                      |              |
| 2006 | 墨西哥       | 3月31日      | 坎昆         | 比森特·福克斯                       |              |
| 2007 | 加拿大       | 8月20－21日  | 蒙特贝洛     | 史蒂芬·哈珀                         |              |
| 2008 | 美国         | 4月21－22日  | 新奥尔良     | 乔治·沃克·布什                      |              |
| 2009 | 墨西哥       | 8月8至11日   | 瓜达拉哈拉   | 费利佩·卡尔德龙                     |              |
| 2010 | 沒有舉辦峰會 | 沒有舉辦峰會 | 沒有舉辦峰會 | 沒有舉辦峰會                        | 沒有舉辦峰會 |
| 2011 | 沒有舉辦峰會 | 沒有舉辦峰會 | 沒有舉辦峰會 | 沒有舉辦峰會                        | 沒有舉辦峰會 |
| 2012 | 美国         | 4月2日       | 华盛顿特区   | 贝拉克·奥巴马                       |              |
| 2013 | 沒有舉辦峰會 | 沒有舉辦峰會 | 沒有舉辦峰會 | 沒有舉辦峰會                        | 沒有舉辦峰會 |
| 2014 | 墨西哥       | 2月19日      | 托卢卡       | 恩里克·培尼亚·涅托                  |              |
| 2015 | 沒有舉辦峰會 | 沒有舉辦峰會 | 沒有舉辦峰會 | 沒有舉辦峰會                        | 沒有舉辦峰會 |
| 2016 | 加拿大       | 6月29日      | 渥太華       | 賈斯汀·杜魯多                       |              |
| 2017 | 沒有舉辦峰會 | 沒有舉辦峰會 | 沒有舉辦峰會 | 沒有舉辦峰會                        | 沒有舉辦峰會 |
| 2018 | 沒有舉辦峰會 | 沒有舉辦峰會 | 沒有舉辦峰會 | 沒有舉辦峰會                        | 沒有舉辦峰會 |
| 2019 | 沒有舉辦峰會 | 沒有舉辦峰會 | 沒有舉辦峰會 | 沒有舉辦峰會                        | 沒有舉辦峰會 |
| 2020 | 沒有舉辦峰會 | 沒有舉辦峰會 | 沒有舉辦峰會 | 沒有舉辦峰會                        | 沒有舉辦峰會 |
| 2021 | 美国         | 11月18日     | 华盛顿特区   | 乔·拜登                             |              |
| 2022 | 沒有舉辦峰會 | 沒有舉辦峰會 | 沒有舉辦峰會 | 沒有舉辦峰會                        |              |
| 2023 | 墨西哥       | 1月10日      | 墨西哥城     | 安德列斯·曼努埃尔·洛佩斯·奥夫拉多尔 |              |

## 三國領導人
| 年份 | 加拿大总理             | 美国总统               | 墨西哥总统                       |
| ---- | ---------------------- | ---------------------- | -------------------------------- |
| 2005 | 保罗·马丁 (自由党)     | 乔治·布什 (共和黨)     | 比森特·福克斯 (国家行动党)       |
| 2006 | 史蒂芬·哈珀 (保守黨)   | 乔治·布什 (共和黨)     | 比森特·福克斯 (国家行动党)       |
| 2007 | 史蒂芬·哈珀 (保守黨)   | 乔治·布什 (共和黨)     | 费利佩·卡尔德龙 (国家行动党)     |
| 2008 | 史蒂芬·哈珀 (保守黨)   | 乔治·布什 (共和黨)     | 费利佩·卡尔德龙 (国家行动党)     |
| 2009 | 史蒂芬·哈珀 (保守黨)   | 巴拉克·奥巴马 (民主党) | 费利佩·卡尔德龙 (国家行动党)     |
| 2010 | 史蒂芬·哈珀 (保守黨)   | 巴拉克·奥巴马 (民主党) | 费利佩·卡尔德龙 (国家行动党)     |
| 2011 | 史蒂芬·哈珀 (保守黨)   | 巴拉克·奥巴马 (民主党) | 费利佩·卡尔德龙 (国家行动党)     |
| 2012 | 史蒂芬·哈珀 (保守黨)   | 巴拉克·奥巴马 (民主党) | 费利佩·卡尔德龙 (国家行动党)     |
| 2013 | 史蒂芬·哈珀 (保守黨)   | 巴拉克·奥巴马 (民主党) | 恩里克·培尼亚·涅托 (革命制度党)  |
| 2014 | 史蒂芬·哈珀 (保守黨)   | 巴拉克·奥巴马 (民主党) | 恩里克·培尼亚·涅托 (革命制度党)  |
| 2015 | 史蒂芬·哈珀 (保守黨)   | 巴拉克·奥巴马 (民主党) | 恩里克·培尼亚·涅托 (革命制度党)  |
| 2016 | 賈斯汀·杜魯多 (自由党) | 巴拉克·奥巴马 (民主党) | 恩里克·培尼亚·涅托 (革命制度党)  |
| 2017 | 賈斯汀·杜魯多 (自由党) | 唐纳德·特朗普 (共和黨) | 恩里克·培尼亚·涅托 (革命制度党)  |
| 2018 | 賈斯汀·杜魯多 (自由党) | 唐纳德·特朗普 (共和黨) | 恩里克·培尼亚·涅托 (革命制度党)  |
| 2019 | 賈斯汀·杜魯多 (自由党) | 唐纳德·特朗普 (共和黨) | 洛佩斯·奥夫拉多尔 (国家复兴运动) |
| 2020 | 賈斯汀·杜魯多 (自由党) | 唐纳德·特朗普 (共和黨) | 洛佩斯·奥夫拉多尔 (国家复兴运动) |
| 2021 | 賈斯汀·杜魯多 (自由党) | 乔·拜登 (民主党)       | 洛佩斯·奥夫拉多尔 (国家复兴运动) |

## 外部鏈結
- 2016年北美峰會官網（页面存档备份，存于）